# Havajština
Havajština (havajsky ‘Ōlelo Hawai‘i) je austronéský jazyk pojmenovaný podle místa jeho užívání – Havaje (Hawai'i), kde je také úředním jazykem. Jazyk je v dnešní době velmi ohrožený, protože jím mluví pouze kolem 1500 lidí a více než polovině z nich je přes 70 let. Do jazykové rodiny, ve které je havajština, patří ještě např. fidžijština, indonéština či maorština. Jazyk je na Havaji dnes povinně vyučován ve školách i u dětí v předškolním věku.
Z havajského slova „wiki“ – rychlý pochází označení Wikipedie.

## Charakteristika
Jedná se o analytický jazyk typu VSO. Z fonetického hlediska je zajímavý tím, že má jen osm konsonantů. Užívají se v něm pouze otevřené slabiky a v havajských slovech převažují vokály nad konsonanty.
Havajština nemá pády, gramatické funkce (např. čas u slovesa) vyjadřuje částicemi, např. Ua hele o 'ia „ona odešla“.
V havajštině neexistují přídavná jména (podobně jako v australských jazycích), podstatná jména se modifikují statickými slovesy.

## Abeceda
Havajská abeceda má třináct písmen – A (Ā), E (Ē), I (Ī), O (Ō), U (Ū), H, K, L, M, N, P, W, ‘.

## Příklady

### Číslovky
| Havajsky | Česky |
| ‘e kahi  | jeden |
| ‘e lua   | dva   |
| ‘e kolu  | tři   |
| ‘e hā    | čtyři |
| ‘e lima  | pět   |
| ‘e ono   | šest  |
| ‘e hiku  | sedm  |
| ‘e walu  | osm   |
| ‘e iwa   | devět |
| ‘umi     | deset |

## Vzorový text
Otčenáš (modlitba Páně):
E ko mākou Makua i loko o ka lani,
E ho’āno ʻia Kou inoa,
E hiki mai Kou aupuni,
E mālama ʻia Kou makemake
ma ka honua nei.
E like me ʻia i mālama’ia ma ka lani lā.
E hā’awi mai iā mākou i kēia la
lʻai nā mākou no nēia lā.
E kala mai ho’i iā mākou i kā mākou
lawehala ʻana, Me mākou e kala
nei i ka po’e i lawehala i kā mākou.
Mai ho’oku’u ʻoe iā mākou i ka
ho’owalewale ʻia mai, E ho’opakele
nō na’e iā mākou i ka ʻino. Āmene.

### Všeobecná deklarace lidských práv
| havajsky | Hānau kū'oko'a 'ia nā kānaka apau loa, a ua kau like ka hanohano a me nā pono kīvila ma luna o kākou pākahi. Ua ku'u mai ka no'ono'o pono a me ka 'ike pono ma luna o kākou, no laila, e aloha kākou kekahi i kekahi. |
| česky    | Všichni lidé se rodí svobodní a sobě rovní co do důstojnosti a práv. Jsou nadáni rozumem a svědomím a mají spolu jednat v duchu bratrství.                                                                            |